# Jürg Wassmann
Jürg Wassmann (* 16. März 1946 in Lugano) ist ein Schweizer Ethnologe. Seine Themenschwerpunkte sind  (geographisch) Papua-Neuguinea. (Iatmul und Yupno) und Bali, (thematisch) die Kognitive Anthropologie, Raum und Zeit.

## Werdegang
Wassmann machte 1966 Abitur in Lugano und studierte danach Ethnologie mit den Nebenfächern Soziologie, Musikwissenschaften und Psychologie an der Universität Basel. Dort wurde er 1979 nach einem einjährigen Feldaufenthalt in Papua-Neuguinea mit der Schrift ‘Der Gesang an den Fliegenden Hund’ promoviert. Er arbeitete als wissenschaftlicher Mitarbeiter am Ethnologischen Seminar (1978–1990), übernahm Lehraufträge an den Universitäten Tübingen und Zürich und wurde 1992 in Basel habilitiert. Die Habilitationsschrift hieß: ‘Das Ideal des leicht gebeugten Menschen’; an diesem interdisziplinären Projekt nahmen (im Feld) ein Musikethnologe, ein Psychologe und Kognitionswissenschaftler teil. Zwischen 1991 und 1993 war er ‘Research Fellow’ am Max-Planck-Institut für Psycholinguistik in Nijmegen, Forschungsgruppe Kognitive Anthropologie. Ab 1995 Ordinarius für Ethnologie und erster Direktor des neu gegründeten Instituts für Ethnologie an der Universität Heidelberg. Er amtierte von 1997 bis 1999 als Vorsitzender der Deutschen Gesellschaft für Sozial- und Kulturanthropologie (DGSKA). 'Visiting Research Fellowships’ führten ihn an die University of Canberra, die University of Western Australia (Perth) und die Universität Wien. Er war Mitglied des Gründungskomitees des interdisziplinären Marsilius Kollegs. 2008 gründete er einen Ethnologie-Studiengang für Bachelor Studierende zusammen mit Kollegen des Papua New Guinea Studies Department der Divine Word University (DWU) in Madang (Papua-Neuguinea) sowie aus Heidelberg.

## Schriften (Auswahl)
- The Song to the Flying Fox. The Public and Esoteric Knowledge of the Important Men of Kandingei about Totemic Songs, Names, and Knotted Cords (Middle Sepik, Papua New Guinea). Institute of Papua New Guinea Studies, Port Moresby, 1991, ISBN 978-9-980-68018-1.
- Das Ideal des leicht gebeugten Menschen. Eine ethno-kognitive Analyse der Yupno in Papua New Guinea. Reimer, Berlin 1993, ISBN 978-3-496-00436-3.
- The gently bowing person. An ideal among the Yupno in Papua New Guinea. Universitätsverlag Winter, Heidelberg 2016, ISBN 978-3-8253-6622-3.
- Tracking the Ancestors on their Journeys Along the Sepik River in Papua New Guinea Creating today's World. Sechs Gesangszyklen sui/sagi der Nyaura, Mittel-Sepik, Papua New Guinea. Phonogramm Archive of the Ethnological Museum of Music, Berlin, 2022.

### Herausgeberschaften
- Abschied von der Vergangenheit. Ethnologische Berichte aus dem Finisterre-Gebirge in Papua New Guinea. Reimer, Berlin 1992, ISBN 978-3-496-00496-7.
- Pacific Answers to Western Hegemony. Cultural Practices of Identity Construction. Mit Beiträgen von Jonathan Friedman, Bronwen Douglas, Ben Burt, Gunter Senft, Nigel Stephenson, Berit Gustafsson, Gerhard Schneider, Philippe Peltier, Ton Otto, Thomas K. Fitzgerald, Jens Pinholt, Robert Tonkinson, Ad Borsboom, Barbara Glowczewski-Barker, John Morton, Toon van Meijl, Serge Tcherkézoff. Berg, Oxford, 1998, ISBN 978-1-003-13576-0.
- mit Birgit Träuble und Joachim Funke: Theory of mind in the Pacific. Reasoning across cultures. Universitätsverlag Winter, Heidelberg 2013, ISBN 978-3-8253-6203-4.

### Artikel und Aufsätze
- The Yupno as Post-Newtonian Scientists. The Question of What is Natural in Spatial Descriptions. Man 29 (3). pp. 645-666. 1993.
- Worlds in Mind. The Experience of an Outside World in a Community of the Finisterre Range of Papua New Guinea. Oceania 64 (2). pp. 117-145, 1994.
- Wassmann, J. and Dasen P. R. Balinese Spatial Orientation. Some Evidence for Moderate Linguistic Relativity. The Journal of the Royal Anthropological Society (Man) 4(4). pp. 689-711, 1998.

### Buchreihen
- "Heidelberg Studies in Pacific Anthropology, Universitätsverlag Winter, Heidelberg.
- mit Verena Keck: Person, Space and Memory in the Contemporary Pacific Berghahn, New York & Oxford.